# Kraftwerk Ratcliffe-on-Soar

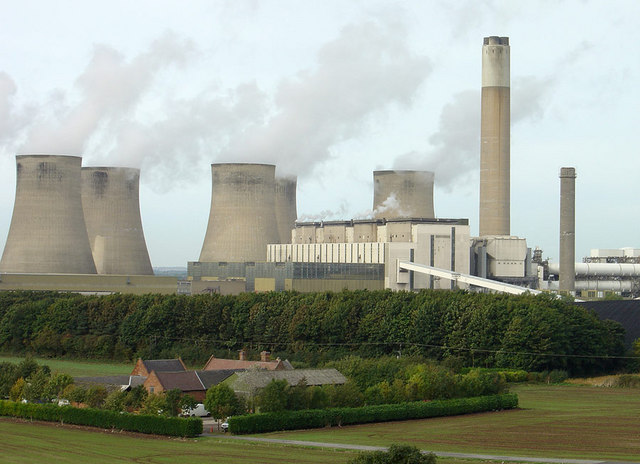
Blick von Osten (September 2002)

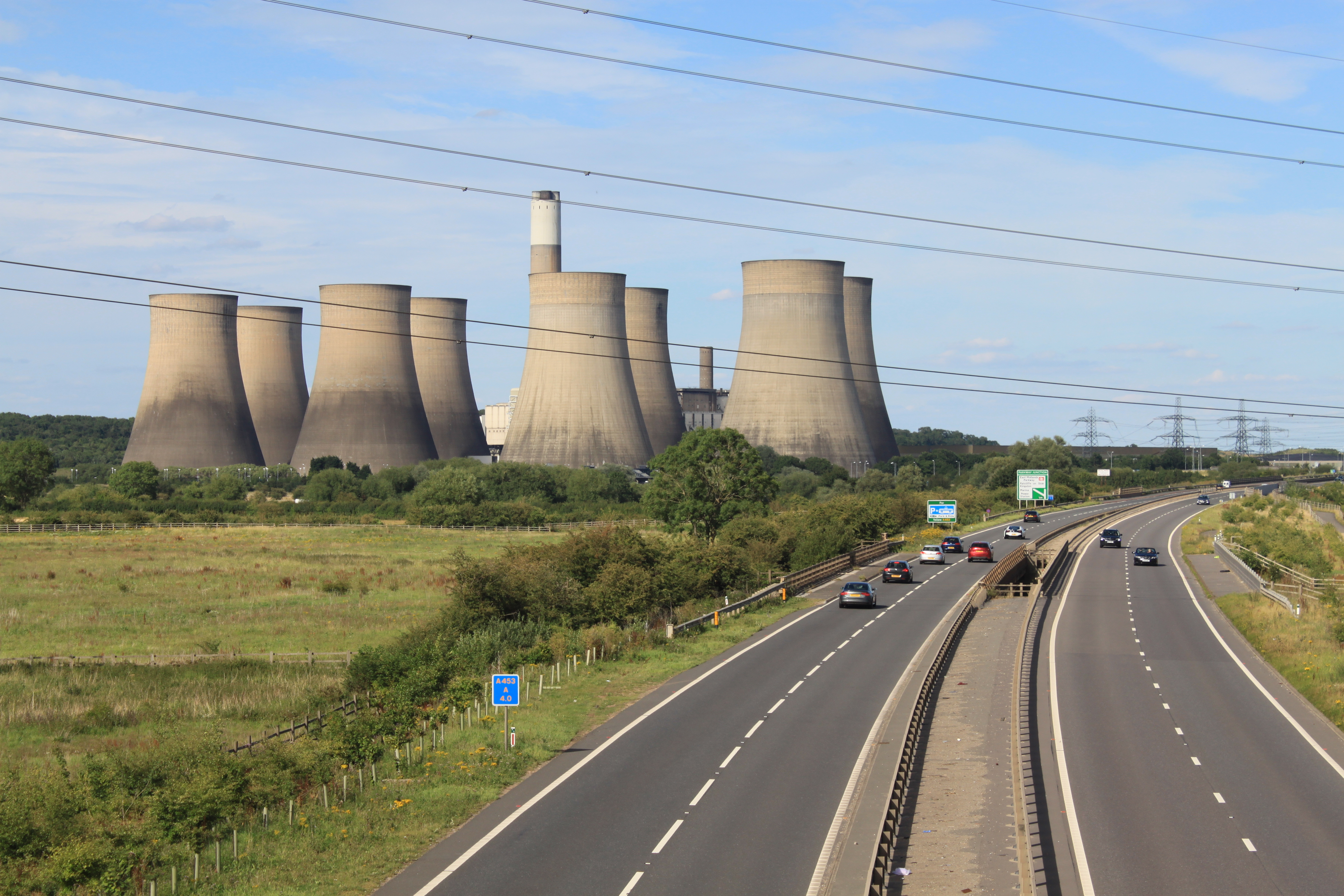
Blick von Südwesten (2020)

Das Kraftwerk Ratcliffe-on-Soar ist ein stillgelegtes Steinkohlekraftwerk im Vereinigten Königreich im Eigentum von Uniper.
Das Kraftwerk wurde 1968 vom staatlichen Central Electricity Generating Board (CEGB) in Betrieb genommen und hatte eine installierte Leistung von 2 GW. Am 30. September 2024 wurde der Betrieb eingestellt, es war das letzte verbliebene Kohlekraftwerk im Vereinigten Königreich, damit war der Kohleausstieg des Landes vollzogen.
Es befindet sich in Ratcliffe-on-Soar in Nottinghamshire, England, neben der Straße A453, nahe der Anschlussstelle 24 der Autobahn M1, dem Fluss Trent und der Midland Main Line, neben dem Bahnhof East Midlands Parkway railway station. Seine acht Kühltürme und der 199 m hohe Schornstein sind in weitem Umkreis sichtbare Landmarken.

## Geschichte
Die öffentliche Anhörung vor dem Bau fand ab dem 8. Januar 1963 in der County Hall in Nottinghamshire statt. Er wurde am 29. August 1963 von der Regierung unter Premierminister Macmillan genehmigt. Das Kraftwerk wurde von 1963 bis 1967 gebaut und ging am 31. Januar 1968 in Betrieb. Die Kessel- und Turbinenhäuser wurden weiß verkleidet und die Stirnseiten hatten vertikale Glasbänder. Die vier Kohlebunker ragten über die Dachlinie hinaus.
Das Kraftwerk hatte vier Einheiten. Jede davon hatte einen kohlegefeuerten Kessel von Babcock & Wilcox, der Parsons-Generatoren mit einer Maximalleistung von 500 MW antrieb. Die vier Kessel verbrauchten pro Sekunde 435 kg Kohle, die Dampfbedingungen waren 158,58 bar bei 566 °C, mit Zwischenüberhitzung auf 566 °C. Damit hatte das Kraftwerk eine Gesamtkapazität von 2,116 GW. Auf dem Gelände gab es vier Hilfsgasturbinen mit je 17,5 MW; diese wurden im Dezember 1966 in Betrieb genommen.
Das Kraftwerk wurde per Bahn über einen Gleisanschluss der angrenzenden Midland Main Line mit Kohle und anderen Massengütern versorgt. Zu den Bahnanlagen gehörten eine nach Norden ausgerichtete Abzweigung von den langsamen MML-Gleisen, zwei Gleise mit Brückenwaagen, Kohleentladebunker und ein Entlade- und Ladebunker für die Rauchgasentschwefelungsanlage. Früher gab es einen Flugaschebunker und eine Ladestelle mit einer nach Süden ausgerichteten Verbindung zur MML. Diese existierte im Jahr 1990 noch und wurde bis 2005 abgerissen.
1981 verbrannte das Kraftwerk 5,5 Millionen Tonnen Kohle und verbrauchte damit 65 % der Produktion der Kohlebergwerke im Süden von Nottinghamshire. Das letzte Kohlebergwerk von Nottinghamshire, Thoresby Colliery, wurde 2015 geschlossen. Die Emissionen von Schwefeldioxid, sie verursachen sauren Regen, konnten ab 1993 stark reduziert werden, als an allen Kesseln des Kraftwerks eine Rauchgasentschwefelungsanlage auf Basis eines Kalkstein-Gips-Nassverfahrens in Betrieb genommen wurde. Die Emissionen von Stickoxiden (Treibhausgasen, die auch die Ozonschicht schädigen), konnten 2004 reduziert werden, als Alstom Block 1 mit neuer Ausrüstung ausstattete.
Im Juni 2021 wurde es als möglicher Standort für den ersten Kernfusionsreaktor der Welt gelistet, im Januar 2022 wurde es aus der engeren Auswahl gestrichen.
Als Reaktion auf die britische Erdgaslieferkrise im Jahr 2021 (vor dem Beginn des russischen Überfalls auf die Ukraine stiegen die Gaspreise stark) wurde die für September 2022 geplante Stilllegung einer der 500-Megawatt-Einheiten verschoben.
Seit der Schließung des Kraftwerks Kilroot im September 2023 war es das einzige verbliebene Kohlekraftwerk im Vereinigten Königreich. Im Januar 2024 wurden alle vier Kessel zum letzten Mal zusammen betrieben. Grund dafür war eine hohe Stromnachfrage wegen des kalten Wetters. Im April 2024 wurde eine Einheit vor der Abschaltung des Kraftwerks in den „Erhaltungsmodus“ versetzt und im Juni 2024 lieferte der letzte Kohlezug Steinkohle zur Verbrennung im Kraftwerk. Das Kraftwerk wurde am 30. September 2024 geschlossen. Mit der Stilllegung endete nach 142 Jahren die Kohleverstromung im Vereinigten Königreich. Im Jahr 2012 hatte Kohle noch einen Anteil von 40 % an der Stromproduktion gehabt. Der Anteil von Wind- und Solarstrom im britischen Strommix stieg zwischen 2012 und 2023 von 6 % auf 34 %. Im gleichen Zeitraum fielen die CO2-Emissionen bei der Stromerzeugung um 74 %.